# Museo de Heráldica (Caspe)

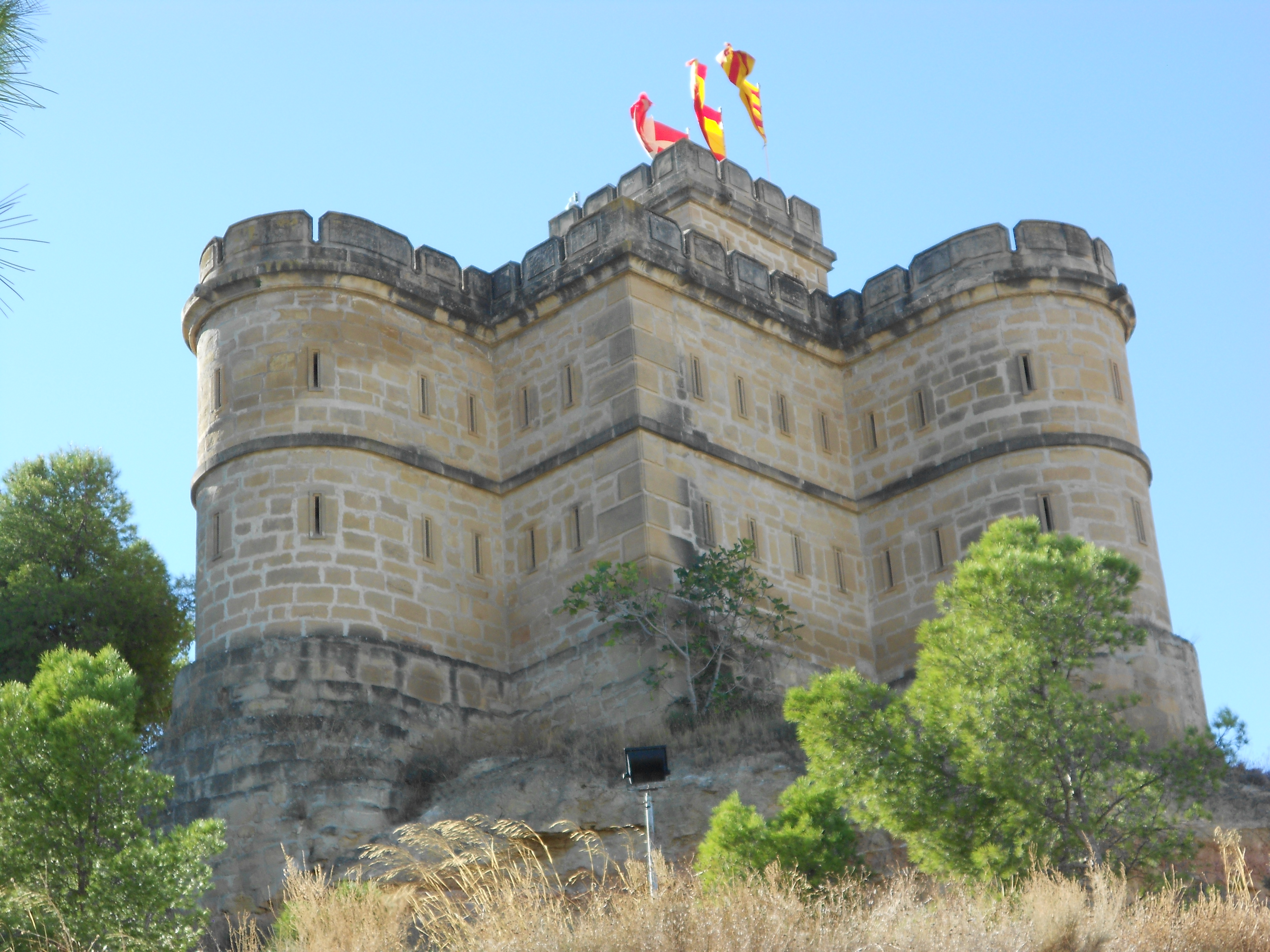
Torre de Salamanca de Caspe. Acoge el Museo de Heráldica.

El Museo de Heráldica, situado en la ciudad de Caspe (Aragón, España), se emplaza en la Torre de Salamanca, fortín construido en el siglo XIX durante las Guerras Carlistas y posteriormente rehabilitado en 1986.
El edificio fue acondicionado como museo en 1998.
La exposición pretende enseñar de forma didáctica los símbolos heráldicos que fueron propios de la Corona de Aragón: los cuatro palos de gules en campo de oro —quizá el único elemento que hoy pervive—, la corona real aragonesa, la boca romboidal, el cuartelado en aspa o el dragón alado de Pedro el Ceremonioso, entre otros.
Asimismo se exponen antiguos libros con bellos escudos. Además del espacio central del fortín, completan la exposición los cuatro baluartes. En ellos se recuerda la relación de la Corona de Aragón con órdenes militares como la de San Juan de Jerusalén, la de Malta y la del Temple.
Además de la historia de las distintas órdenes, se puede conocer la indumentaria que vestían.